# 麵種與蛋姬
《麵種與蛋姬》（日语：パン種とタマゴ姫）為日本吉卜力美術館在2010年期間公開的動畫短片。

## 作品概要

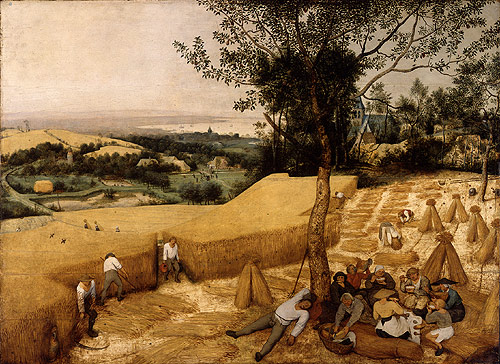
老彼得·布呂赫爾的畫作《收割者》

劇情為宮崎駿從16世紀畫家老彼得·布呂赫爾的畫作《收割者》（The Harvesters）所獲取的靈感，而宮崎駿也注意到；就像日本童話《老鼠與飯糰》故事中亂滾動到老鼠洞底下飯糰的情節、歐洲也有麵包自行逃跑類似的童話故事，於是便想創作一個關於麵包種逃亡的動畫。
動畫中的音樂由與宮崎駿長期合作的久石讓擔當，其音樂主題改編自義大利巴洛克音樂作曲家韋瓦第的福里亞樂曲（La Follia）。

## 劇情簡介
在一個虛構古歐洲的農莊裡，被女巫雅加婆婆使役的蛋姬整日過著奴僕般的生活。
某一天蛋姬拍打的麵種突然意外地擁有著生命，之後蛋姬與麵種打算倆人一同偷偷逃開，遠離被雅加婆婆操控的日子。

## 登場人物
- 蛋姬

外形為長著手足、雞蛋模樣的角色。被雅加婆婆所控制而不停地辛苦工作。
- 麵種

一團意外擁有生命的麵包種，外形常有不同的變化。
- 雅加婆婆

名字同於中古歐洲流傳的女巫雅加婆婆（Baba-Yaga），為住在森林中水車小屋的巫婆、持有著魔力。

## 製作群
- 導演・原作・腳本：宮崎駿
- 製作人：鈴木敏夫
- 作畫監督：高坂希太郎
- 美術監督：武重洋二
- 色彩設計：保田道世、田村雪繪
- 色彩設計助理：高橋廣美
- 畫面加工檢查：高柳加奈子
- 攝影監督：奧井敦
- 攝影監督助理：芝原秀典
- 音樂：久石讓
- 製作工作室：吉卜力工作室

## 外部連結
- 吉卜力美術館：《麵種與蛋姬》，存於網際網路檔案館（日語）